# Andrena morio
Andrena morio är en biart som beskrevs av Gaspard Auguste Brullé 1832. Andrena morio ingår i släktet sandbin, och familjen grävbin. Inga underarter finns listade i Catalogue of Life.